# 我的愛在我身邊 (電影)
《我的愛在我身邊》（韓語：내 사랑 내 곁에）是一部2009年上映的韓國電影，由《你是我的命運》和《那傢伙的聲音》的朴珍杓導演執導。金明民在片中為了表現出路格瑞氏症（俗稱：漸凍人症）患者的身體特徵，艱苦地減去約20公斤體重。

## 劇情介紹
描寫與路格瑞氏症頑強抗爭的病患宗宇和始終陪伴他的智秀，以及圍繞著他們的患者與家屬的故事。

## 演員陣容
- 金明民 飾 白宗宇
- 河智苑 飾 李智秀
- 南能美 飾 朱玉妍
- 林河龍 飾 春子的丈夫
- 崔鍾律 飾 玉妍的丈夫
- 申信愛 飾 真熙的母親
- 林鍾潤 飾 裴碩鐘
- 林炯俊 飾 裴碩元
- 林性珉 飾 春子
- 孫佳人 飾 徐真熙
- 張元英 飾 崔先生
- 洪錫然
- 金麗珍 飾 孫英燦博士
- 金光奎
- 丁義澈
- 孫英順 飾 宗宇的母親

### 客串出演
- 姜信日 飾 智秀的父親
- 宋永彰 飾 氣功治療師
- 薛耿求 飾 金鐘道
- 徐孝琳 飾 記者

## 獲獎
| 年度 | 大獎               | 獎項                      | 入圍者 | 結果 |
| ---- | ------------------ | ------------------------- | ------ | ---- |
| 2009 | 第30屆青龍電影獎   | 最佳男主角獎              | 金明民 | 獲獎 |
| 2009 | 第30屆青龍電影獎   | 最佳女主角獎              | 河智苑 | 獲獎 |
| 2009 | 第30屆青龍電影獎   | 最佳人氣獎                | 河智苑 | 獲獎 |
| 2009 | 第46届大鐘獎       | 最佳男主角獎              | 金明民 | 獲獎 |
| 2009 | 第46届大鐘獎       | 最佳人氣獎                | 金明民 | 獲獎 |
| 2010 | 第46屆百想藝術大賞 | 最佳女主角獎 （電影部門） | 河智苑 | 獲獎 |

## 外部連結
- NAVER電影 （页面存档备份，存于）
- 開眼電影網 （页面存档备份，存于）（中文）